# 岩舟町下津原
岩舟町下津原（いわふねまちしもつばら）は、栃木県栃木市の大字。郵便番号は329-4308。

## 地理
栃木市岩舟地域の南西端に位置し、北は岩舟町新里と岩舟町畳岡、東は岩舟町静、南は藤岡町太田および藤岡町大田和、西には三毳山がそびえ、佐野市と境を接する。

### 河川
- 蓮華川

## 歴史

### 沿革
- 1889年（明治22年）4月1日 - 町村制施行により、栃木県下都賀郡下津原村が同郡静村、鷲巣村、畳岡村と合併し岩舟村（旧）が成立、岩舟村大字下津原となる。
- 1956年（昭和31年）9月30日 - 岩舟村（旧）が静和村、小野寺村と合併し岩舟村（新）が成立、岩舟村大字下津原となる。
- 1962年（昭和37年）4月1日 - 岩舟村が町制施行し岩舟町が成立、岩舟町大字下津原となる。
- 2014年（平成26年）4月5日 - 栃木市が岩舟町を編入し、栃木市岩舟町下津原となる。

## 世帯数と人口
2021年（令和3年）2月28日現在の世帯数と人口は以下の通りである。
| 大字         | 世帯数  | 人口    |
| ------------ | ------- | ------- |
| 岩舟町下津原 | 676世帯 | 1,626人 |

## 交通

### バス
- ふれあいバス岩舟線[2]
  - 円仁誕生地入口 - 岩船園前 - とちぎ花センター前

道路
- 栃木県道67号桐生岩舟線（旧国道50号）
- 栃木県道282号中藤岡線

## 施設
- とちぎ花センター
- みかも山公園

## 小・中学校の学区
市立小・中学校に通う場合、学区は以下の通りとなる。
| 番地 | 小学校             | 中学校             |
| ---- | ------------------ | ------------------ |
| 全域 | 栃木市立岩舟小学校 | 栃木市立岩舟中学校 |